# A határon túli magyarok története
1918-tól, illetve hivatalosan 1920-tól a trianoni békeszerződéstől Magyarország állami területe a Kárpát-medence középső részére korlátozódik. Ettől az időtől kezdve a mai magyar államhatárokon kívül élő kisebbségi magyarok történetét dolgozza fel a szócikk. Határon túli magyaroknak is hívjuk az e népcsoportba tartozókat. Elsősorban a trianoni békeszerződés után elcsatolt területeken (Ausztria, Szlovákia, Ukrajna, Románia, Szerbia, Horvátország, Szlovénia) élő magyarokat értik alatta.

## Mai helyzetük
Magyarország alaptörvénye az Alapvetés szakasz D cikkében kimondja, hogy „Magyarország az egységes magyar nemzet összetartozását szem előtt tartva felelősséget visel a határain kívül élő magyarok sorsáért, elősegíti közösségeik fennmaradását és fejlődését, támogatja magyar identitásuk megőrzésére irányuló törekvéseiket, egyéni és közösségi jogaik érvényesítését, közösségi önkormányzataik létrehozását, a szülőföldön való boldogulásukat, valamint előmozdítja együttműködésüket egymással és Magyarországgal.”
A politikai erők határon túli magyarokkal kapcsolatos politikai álláspontja a magyar belpolitikai konfliktusok egyik alapvető forrása. A külpolitikában elsősorban azokkal a szomszédos országokkal merülnek föl vitás kérdések (Szlovákia, Románia, Szerbia) ahol jelentősebb számú magyar nemzetiségű lakos él. A határon túli magyarok – Ausztria kivételével – minden országban jelentős politikai szervezeteket hoztak létre. Ezen pártok, a magyar parlamenti pártok és a magyar kormány egyeztető fóruma a a Magyar Állandó Értekezlet (MÁÉRT).
A határon túli magyarok száma országok szerint, a hivatalos helyi népszámlálási adatok alapján, kerekítve a következő:
- Erdélyi magyarok (Románia): 1 440 000
- Amerikai magyarok (Amerikai Egyesült Államok): 1 323 000[1]
- Felvidéki magyarok (Szlovákia): 456 000
- Vajdasági magyarok (Szerbia): 293 000
- Kárpátaljai magyarok (Ukrajna): 170 000
- Ausztriai magyarok: 70 000
- Horvátországi magyarok: 16 500
- Szlovéniai magyarok: 10 000

Bizonyos mértékadó becslések ennél általában 15-20%-kal több magyarral számolnak.

## Romániai magyarok
Az 1918-as gyulafehérvári nagygyűlés kimondta Erdély egyesülését a Román Királysággal. A trianoni békeszerződés értelmében pedig Erdély mellett a Kelet-Alföld jelentős részét (az egykori Partium és Kelet-Bánság területét) is Romániához csatolták. Ezzel megkezdődött a kisebbségi sorba kényszerült magyarok asszimilációjára irányuló román politika, ami a II. világháború után még rosszabb lett. Bár az 1920-as trianoni béke kimondta, hogy ahol a magyarok aránya nagyobb mint 20%, ott az államnak etnikai autonómiát kell biztosítania számukra, ám ezzel nem törődtek. Számos magyar lett etnikai alapú jogfosztások, tulajdonelkobzás, sőt gyilkosság áldozata is, úgy, hogy soha nem történt igazságtétel vagy a tettesek felelősségre vonása.
A II. világháború alatt, a második bécsi döntés következtében Magyarország visszakapta Erdély magyarlakta területeinek többségét, Észak-Erdélyt. A terület négy évig tartozott a magyar államhoz, a háború után azonban ismét visszakerült Romániához. A megtorlás időszakában a román soviniszták számos magyar embert öltek meg, gyakran elég volt, ha hallották, hogy valaki magyarul beszél.
1946-ban a román kommunista párt választási csalással átvette a hatalmat. Bár ettől kezdve a nemzetisége miatt nem gyilkoltak meg több embert, a kommunista ideológia alapján folyó üldözéseknek számos magyar is áldozatul esett. A sztálinizmus évei alatt sokakat börtönöztek be politikai okokból, a börtönökben gyakori volt a testi kínzás. 1956-ban a magyarországi forradalommal való szimpatizálás vádjával ismét több ezer magyar személyt, főleg diákokat és értelmiségieket zártak börtönbe, sokakat ki is végeztek közülük. A Szovjetunió a két ország kommunista vezetésének egyezsége alapján 1958-ban kivonta megszálló csapatait az országból, és ezután enyhült a diktatúra.
1965-ben a hatalmat Nicolae Ceaușescu vette át, aki személyi kultuszt épített ki, fokozta a politikai elnyomást és nyíltan magyarellenes volt. Ugyanakkor Románia viszonylagos gazdasági fejlődésnek indult, és az 1970-es években a keleti blokk gazdagabb országai közé tartozott. Ebben az időszakban tovább folyt Erdély és a Partium magyarlakta területeinek (Kolozs megye, Bihar megye, Maros megye, Szatmár megye, Máramaros megye) elrománosítása, ami nagyrészt sikerült is az 1980-as évekre. A felhalmozott nagy államadósságok miatt a 70-es évek végétől Ceauşescu drasztikus megtakarító politikába kezdett, amelynek végrehajtásához totális diktatúrát vezetett be. Ennek két következménye lett: Románia Európa legszegényebb országai közé került, a diktátor pedig országa egész népének ellenségévé vált.
Az 1989-es forradalom magyar–román egyetértésben indult. Ám ez hamar szétfoszlott, amikor 1990. március 19-én Marosvásárhelyen etnikai zavargás tört ki, ami két román és három magyar ember halálával végződött. Az 1990-es években szerencsére csökkentek a magyarellenes atrocitások, ám még mindig havonta hallani híreket, hogy magyarokat bántalmaznak.

## Szlovákiai magyarok

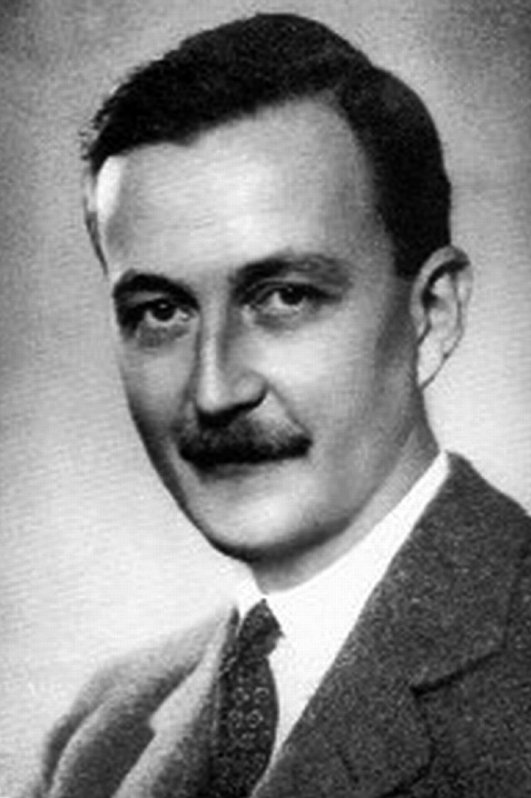
Esterházy János

A csehszlovák–magyar államhatárt nem etnikai, hanem stratégiai, gazdasági és közlekedési szempontok alapján húzták meg. Így a trianoni békeszerződés értelmében mintegy 1 millió 70 ezer magyar anyanyelvű került a frissen kikiáltott Csehszlovákiához, a mai Kárpátalja területét is beleértve. Ezután a magyarok tízezreit utasították ki az országból, emlékműveiket lerombolták, nyelvüket másodrangú nyelvvé tették, iskoláik egy részét bezárták. Mindezek ellenére a két háború közötti csehszlovákiai magyaroknak voltak politikai pártjaik és jelentős kulturális szervezeteik, sajtójuk. A csehszlovák állam azonban 1938–39-ben a belső problémái és a náci Németország agressziójának következtében szétesett. Az 1938. november 2-án hozott első bécsi döntés alapján Magyarország 11 927 négyzetkilométernyi területet kapott vissza valamivel több mint 1 millió lakossal, akiknek 84%-a volt magyar. A visszacsatolást a magyar lakosság mindenütt kitörő örömmel fogadta, a háború azonban hamarosan a megpróbáltatások újabb sorát hozta számukra (Don-kanyari katasztrófa, holokauszt). A magyarok egy kis – mintegy 67 ezres lélekszámú – közössége ugyanakkor a fasizálódó Szlovák Köztársaságban élte át a második világháború éveit. Egyetlen politikai reprezentánsa a Magyar Párt volt, amelynek elnöke, Esterházy János a magyar kisebbség mindenki által elismert vezetőjévé vált.
A II. világháború után a északi Kárpát-medence nagyobb része ismét Csehszlovákia része lett, Kárpátalja területét viszont a Szovjetunióhoz csatolták (lásd lejjebb!) A szlovákiai magyarok ismét kisebbségi sorba kényszerültek. A magyar lakosságot kollektív háborús bűnösöknek nyilvánították, megvonták tőlük az állampolgárságot és az ezzel járó jogokat, elkobozták földtulajdonukat, bezárták a magyar iskolákat, felszámolták a magyar sajtót és a magyar kulturális intézményeket, a magyar közvagyont pedig elkobozták. A magyarok ellen tömeges népbírósági pereket indítottak. Az 1947–49 között végrehajtott csehszlovák–magyar lakosságcsere-szerződés értelmében Magyarországról Szlovákiába többé-kevésbé önként áttelepült 60 257 szlovák személy, 76 616 magyart pedig erőszakkal telepítettek át Szlovákiából Magyarországra. 1946–47 telén ezenkívül mintegy 44 ezer magyar személyt, férfiakat, nőket, gyerekeket és öregeket Csehországba deportáltak, ahol mezőgazdasági kényszermunkát végeztettek velük, otthon maradt vagyonukat pedig szlovák jelentkezők számára utalták ki. Ezzel egyidőben zajlott az úgynevezett reszlovakizáció is. Ennek keretében 326 679 magyar személy szlováknak nyilvánította magát, hogy visszakaphassa állampolgárságát és elkobzott tulajdonát. Az 1950-es népszámlálás idején csupán 350 ezren vallották magukat magyarnak Szlovákiában.
Az 1989. november 17-én Csehszlovákiában kirobbant bársonyos forradalom új korszakot nyitott a szlovákiai magyarok történetében is. 1990-től fokozatosan kiszélesedtek a magyarok nemzetiségi jogai, és megkezdődött a kisebbségi intézményrendszer kiépülése. 1993. január 1-jétől Szlovákia független állammá vált, amelynek kormánya ismét a magyarok jogait korlátozó politikát folytatott. Ez az 1998-as választások eredményeképpen változott meg, amelytől kezdődően a Magyar Koalíció Pártja két választási időszakon keresztül is kormánytényezővé tudott válni. Az 1998-tól 2006-ig tartó időszak a magyar intézményrendszer fokozatos kiépülésének és a kisebbségi jogok lassú bővülésének az időszaka. A Szlovák Köztársaság Magyarországgal egy időben 2004. május 1-jétől az Európai Unió teljes jogú tagjává vált, s ez új távlatokat nyitott a szlovákiai magyarok előtt is. 2009-ben a szlovák parlament elfogadta a nyelvtörvényt, amely a Felvidéken lakó magyarokra igen nagy hátrányt jelent.

## Kárpátaljai magyarok
Kárpátalja geopolitikai értelemben véve a Felvidék folytatása (Északkelet-Felvidék). A terület megnevezése(Kárpátalja) az I. világháború végén alakult ki. Az elszakított területek közül Kárpátalja a következő államok kötelékébe tartozott:
- 1920-ig Magyarország
- 1920-1938/39 Csehszlovákia (Podkarpatszká Rusz)
- 1938/39-1944 Magyarország
- 1944-1945 Csehszlovákia része szovjet megszállás alatt
- 1945-1991 Szovjetunió (1945-1946 Kárpátontúli Ukrajna, 1946-1991 Ukrán SZSZK)
- 1991-től Ukrajna része.

Kárpátalján a magyarok száma a 20. században nem emelkedett olyan dinamikusan, mint a területen élő többi nemzetiség esetében. Az 1910-ben az utolsó objektív népszámlálás idején 185 000 magyart írtak össze Kárpátalja területén. A trianon utáni időkben tartott népszámlálások során a helyi magyarok számát különböző módszerek és eszközök segítségével megmásították. A területen végzett utolsó 2001-es ukrán népszámlálás során 151 533 magyart írtak össze.

## Vajdasági magyarok

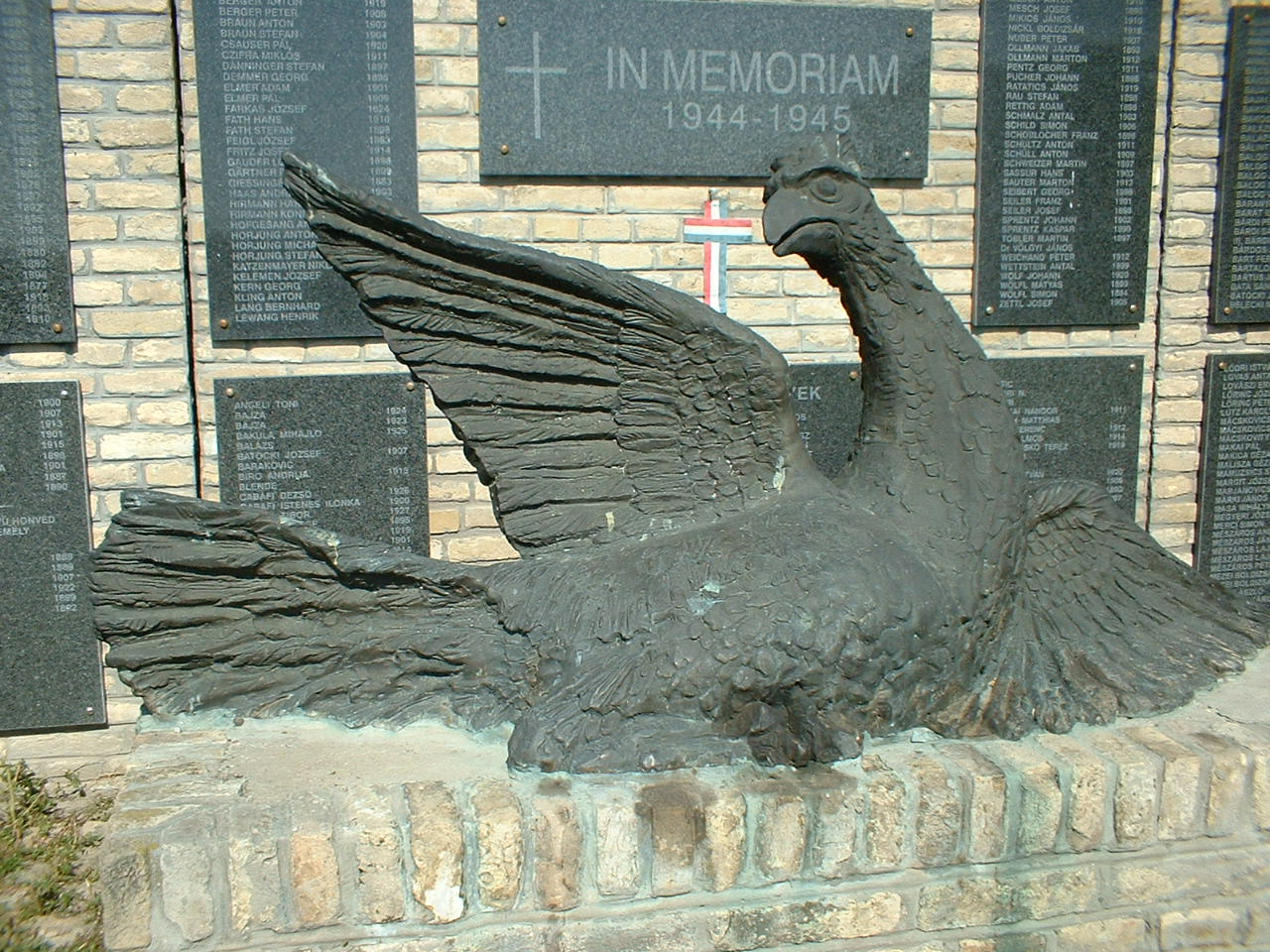
A délvidéki vérengzések 50. évfordulóján (1994) állított emlékmű a szabadkai tömegsírnál

A tágabb értelemben vett délvidéki magyarok - vagyis a mai Szerbiában (Vajdaság), Észak-Horvátországban (elsősorban a Drávaközben) és Északkelet-Szlovéniában (Muravidék) élő magyarok - a trianoni békeszerződés következtében a Jugoszláv Királyság állampolgárai lettek. A Királyság a magyar középiskolákat megszüntette. Egyedül Belgrádban engedélyeztek egy úgynevezett magyar tanítóképzőt, amelyben a leendő magyar tanítók csak a magyar nyelvet és a hittant tanulhatták anyanyelvükön. A magyarlakta településeken hat elemit engedélyeztek magyar nyelven, de a "névelemzést" alkalmazták, ami azt jelentette, hogy a szláv hangzású neveket viselők – annak ellenére, hogy ők magukat magyarnak vallották – szerb iskolába kellett, hogy járjanak. Így akarták az asszimilációt elősegíteni.
1941 tavaszán Bácskát visszacsatolták Magyarországhoz, Bánát pedig német fennhatóság alá került. A Bácskába bevonuló magyar hadsereget a magyarok felszabadítóként üdvözölték. Ezért és a magyar katonák világháborús bűntetteiért (lásd: Újvidéki vérengzés) súlyos árat fizettek.
1944 őszén a titói hatalom két hónapig katonai közigazgatást vezetett be, és a jugoszláv partizánhadsereg a délvidéki magyarok ellen szervezett népirtást hajtott végre. A délvidéki vérengzések alatt 35-45 ezer ártatlan magyart helyben végeztek ki vagy koncentrációs táborban gyilkoltak meg. Az életben maradottak egy részét örökre száműzték otthonukból, a házaikba szerb és montenegrói családokat telepítettek. A titói hatalom tervszerű népirtása ellen a nyugati nagyhatalmak semmit sem tettek, és azóta sem történt soha igazságtétel.
Később Tito igyekezett elfeledtetni a partizánok által elkövetett 1944-45-ös mészárlásokat. Vajdaságban hivatalossá tette a magyar nyelvet, az utcai feliratoktól kezdve a hivatalos dokumentumokig mindent magyarul is kiírtak. A magyarlakta területeken anyanyelvű újságokat adtak ki, az általános és középiskoláiban a magyar lett az oktatás nyelve.
A hadseregben nemzetiségre való tekintet nélkül bárki lehetett tiszt, ezért még magyarok is voltak közöttük.
1990-ben, a milosevicsi soviniszta rendszer hatalomra jutásával megkezdődött a délvidéki magyarok újabb tragikus kálváriája. Amikor kitört a délszláv háború, az akkori érdekszervezetük, a Vajdasági Magyarok Demokratikus Közössége kijelentette, hogy "ez nem a mi háborúnk, és mi, magyarok nem akarunk részt venni a délszláv viszályban". Ennek ellenére a magyar fiatalokat és katonaköteleseket a hadseregbe sorozták és a frontra vezényelték őket, méghozzá lakossági számarányukhoz képest nagyobb számban, legtöbbször fegyver nélkül, „golyófogónak”. Több mint 50 magyar vesztette életét ebben a háborúban.
Az 1990-es évek óta folyamatos volt a magyarok politikai megfélemlítése. A Szerbia kormányát irányító demokratikus koalíció megtagadja mind a területi, mind a gazdasági vagy etnikai autonómiát a Vajdaságtól. A magyarellenes tetteiről és kijelentéseiről a szerb politika pártok közül leginkább a Szerb Radikális Párt ismert.A Vajdaságban továbbra is hivatalos maradt a magyar nyelv, az utóbbi időben egyre több magyar nyelvű középiskolai intézmény is nyílt.
A délszláv háború óta is időnként előfordul magyarokkal szembeni tettlegesség, de azóta fokozatosan javult a helyzet. Létrehozták a vajdasági magyarok országos kisebbségi önkormányzatát, az ún. Magyar Nemzeti Tanács oktatási, művelődési, tájékoztatási és nyelvhasználati kérdésekben országos szintű döntéseket hozhat. Azokon a településeken, ahol egy kisebbség legalább 20 százalékban jelen van, ott az adott kisebbség nyelve is hivatalos nyelvnek számít, így pl. Szabadkán, Magyarkanizsán, Zentán és Topolyán magyarul is lehet a polgármesterhez, a rendőrséghez fordulni. A Vajdasági Rádió kettes csatornája napi 24 órában magyar nyelvű műsort sugároz, és van napi hír és magazinműsor a televízióban is. Helyi magyar nyelvű műsorgyártás is folyik az újvidéki Mozaik és a szabadkai Pannon TV keretében.

## Horvátországi magyarok
Míg a mai Horvátország területén 1910-ben még 208 településen élt száznál több magyar, és a magyarok létszáma összesen 70 ezer volt, 1921-re a száz főnél nagyobb magyar lakossággal rendelkező települések száma 108-ra csökkent, összesen 52 ezer magyarral. A magyar népesség fogyása ekkor még területileg viszonylag egyenletes volt, talán kevésbé erőteljes a Szerémségben. A továbbiakban a fogyás már kisebb ütemű, de területileg eltérő mértékű volt. A két világháború között a horvátországi magyaroknak nem maradt egyetlen magyar tannyelvű elemi iskolai tagozata sem.
A szerb hadsereg a délszláv háború idején megszállta Északkelet-Horvátország területét, ahol létrehozták a Szerb Krajina nevű államot. A szerb katonai egységek több településen meggyilkoltak a horvátok mellett magyar polgárokat is. Magyarország segítséget nyújtott Horvátországnak a háborúban, amikor megnyitotta határait, ahol a horvát menekülők is távozhattak, mások pedig fegyvert szállíthattak a horvát hadseregnek. Az Ante Gotovina által vezetett horvát ellentámadás eredményeképpen eltörölték Szerb Krajinát és elűzték a szerbek nagy részét Horvátország ezen régiójából.

## Szlovéniai magyarok

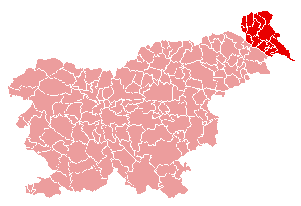
A Muravidék elhelyezkedése Szlovéniában

A szlovéniai magyarok vagy muravidéki magyarok az egyikét alkotják azon kényszerkisebbségeknek, amelyek a trianoni békeszerződés következtében alakultak ki. Sorsuk azóta Jugoszlávia, illetve 1991 óta Szlovénia államhoz köti őket, rokoni kapcsolataik, kulturális-nyelvi kötődésük és etnikai identitásuk azonban továbbra is erős szálakkal fűzi őket Magyarországhoz.
Zömükben Muravidék (Prekmurje) történelmi régióban élnek. Közigazgatásilag ez jelenleg a kissé nagyobb Pomurska szlovéniai régió része. A muravidéki magyarok két csoportra oszthatóak, az egyik az őrségi (az Őrség szlovéniai részét a magyarok által is használt helyi elnevezéssel Goricskónak - Goričko - is nevezik), a másik a Lendva-vidéki magyar tömb. Az előbbiek az első világháború előtt Vas vármegyéhez, az utóbbiak Zala vármegyéhez tartoztak.

## Ausztriai magyarok
Az 1955-ös osztrák államszerződés a magyar kisebbség jogairól még nem rendelkezett, csupán az általános emberi jogokat részletezte. Az 1960-as években Dél-Tirol függetlenségének kérdése azonban nagy hatással volt az osztrák kisebbségpolitikára. 1976-os törvény már szabályozta a kisebbségek helyzetét, köztük a magyarokét is, de csak általánosságban fogalmazták meg, vagyis konkrétumokat nem tartalmazott.